# Andreas Lamey

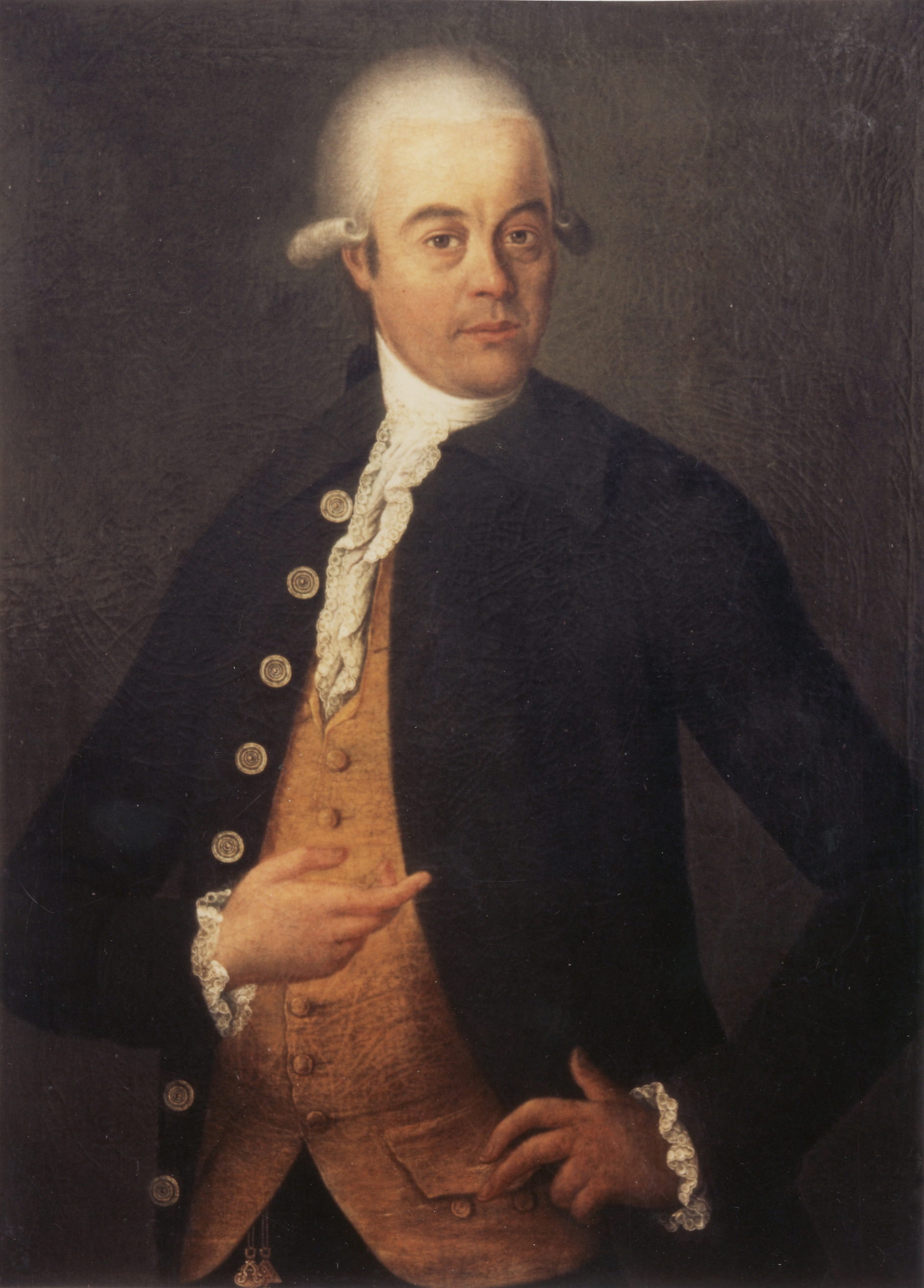
Zeitgenössisches Gemälde

Andreas Lamey (* 20. Oktober 1726 in Münster im Elsass; † 17. März 1802 in Mannheim) war ein  Historiker und Bibliothekar.

## Leben
Lamey war der Sohn eines Küfers und Landwirts und studierte an der Universität Straßburg Theologie, Philosophie und Mathematik. Johann Daniel Schöpflin nahm ihn 1744 als Schüler zu sich und er wurde sein Amanuensis. Mit Schöpflin arbeitete er an der Historia Zaringo-Badensis und der Alsatia. 1761 wurde er Bibliothekar der Universitätsbibliothek Straßburg.
1763 wurde Lamey durch Kurfürst Karl Theodor von der Pfalz an die neugegründete Kurpfälzische Akademie der Wissenschaften in Mannheim berufen. Von 1766 an war er für die Zensur zuständig, ab 1767 gab er die Mannheimer Zeitung heraus. Er befasste sich mit historischer und römischer Geschichte, vorrangig von Baden und dem Elsass, und gab unter anderem den Lorscher Codex als ein Projekt der Akademie heraus. Ab 1785 war Lamey Hofbibliothekar der Mannheimer Hofbibliothek.

## Familie
Theodor Leopold Weller war der Sohn seiner Tochter Johanna. August Lamey war ein Sohn seines Sohnes Ernst Andreas Lamey.

## Schriften
- Diplomatische Geschichte der alten Grafen von Ravensberg mit einer Geschlechtstafel, Landkarte und Sammlung von CXXXIX Urkunden. Mannheim 1779.